# International Prostate Symptom Score
Der International Prostate Symptom Score (IPSS) ist ein acht Fragen umfassender Fragebogen zu der Krankheit Benigne Prostatahyperplasie (BPH, gutartige Prostatavergrößerung). Der Fragebogen enthält sieben Fragen über Symptome und eine Frage zur Lebensqualität (Quality of Life; QoL).
Dieser Fragebogen wurde 1992 von der American Urological Association geschaffen. Damals umfasste er nicht die 8. Frage über QoL. Deswegen lautete die Originalbezeichnung entweder „AUA symptom score“ oder „AUA-7“ (American Urological Association symptom score 7).
Für die sieben Symptome werden jeweils null bis fünf Punkte vergeben: Restharngefühl, erneuter Harndrang zwei Stunden nach dem letzten Toilettengang, Harnstottern, Unfähigkeit, das Wasserlassen hinauszuzögern, schwacher Strahl, Pressen beim Wasserlassen und Häufigkeit von nächtlichem Wasserlassen. Nach diesem Punktesystem werden die Patienten in solche mit milder (IPSS<8), mittlerer (IPSS=8-19) und schwerer (IPSS=20-35) Symptomatik eingeteilt. Eine Therapie wird in der Regel ab einem Wert von größer 7 und bestehendem Leidensdruck begonnen.
Der IPSS-Fragebogen kann von Patienten selbst schnell und leicht ausgefüllt werden. Deswegen kann er sowohl in urologischen Kliniken als auch bei Hausärzten zur Abschätzung einer Therapienotwendigkeit angewendet werden. Der Fragebogen kann zu verschiedenen Zeitpunkten erneut ausgefüllt werden, um einen Vergleich der Symptome und deren Schweregrad über Monate oder Jahre hin zu dokumentieren und so den Krankheitsverlauf darzustellen.
Da auch verschiedene andere Erkrankungen Symptome wie die der benigen Prostatahyperplasie verursachen können, ist der IPSS Test ausdrücklich nicht zum Screening oder zur erstmaligen Diagnose geeignet.